# 山﨑勇喜
山﨑 勇喜（やまざき ゆうき、1984年1月16日 - ）は、日本の男性陸上競技元選手。専門は競歩。オリンピックに2004年アテネ大会から3大会連続出場し、2008年北京大会では50キロメートル競歩で日本人初の7位入賞を果たした。日本選手権50キロメートル競歩では7連覇を含む通算8度優勝した。富山県出身。順天堂大学卒業。長谷川体育施設を経て、自衛隊体育学校に所属していた自衛官。

## 来歴

### 学生時代
富山県立富山商業高等学校時代の2001年9月23日、5000m競歩にて日本高校新記録、日本Jr最高記録となる19分35秒79を記録。2002年1月の日本陸上競技選手権大会20キロメートル競歩では高校生ながら1時間20分43秒の日本ジュニア最高記録（当時）で優勝。
なお、2011年6月現在も、5000m競歩の日本高校記録保持者である が、インターハイには北信越大会で失格したため出場していない。また、関東・日本インカレのタイトルとも無縁。順天堂大学スポーツ健康科学部スポーツマネジメント学科へ進学した。
釜山アジア競技大会の20キロメートル競歩は歩幅違反のため途中で失格。2004年、アテネオリンピックに日本代表として出場したが、20キロメートル競歩は途中棄権、50キロメートル競歩は16位に終わった。
翌2005年8月、世界陸上ヘルシンキ大会の50キロメートル競歩では途中で嘔吐するアクシデントが有りながらも、結果8位入賞を果たした。

### 社会人時代
2006年、順天堂大学を卒業後に社会人陸上の強豪・長谷川体育施設へ入社。同年4月16日の日本陸上競技選手権大会50キロメートル競歩に出場し、3時間43分38秒のタイムで日本記録を更新する。同年のドーハアジア競技大会は20キロメートル競歩で出場したが4位に留まった。
2007年9月、世界陸上大阪大会男子50キロメートル競歩に出場。序盤から世界記録保持者で同大会に優勝したネーサン・ディークスらと先頭争いを繰り広げたものの、レース終盤で暑さと疲労により極端に失速。意識朦朧とする中、競技役員の誘導ミスという大失態により、規程の周回数を1周残して陸上競技場（長居スタジアム）へ入ってしまい、レース周回不足のままゴールした山﨑は途中棄権という扱いとなった。大会組織委員会は運営ミスを認め、山﨑に対し謝罪した。なおこの世界陸上大阪大会は、翌2008年開催の北京オリンピック日本代表選考レース も兼ねており、審判員及びコース誘導員のミスが無ければ8位入賞、その時点で北京五輪代表に内定する可能性があった。なお、1996年アトランタオリンピックの同種目でも、Duane Cousins（オーストラリア）が係員の誘導ミスにより棄権扱いとなっている。
しかしこの誘導ミスが無かったとしても、後日山﨑本人は「8位入賞は無理だった」とコメントしている。実際山﨑は、残り5km辺りからフラフラとなりラップタイムは急激にペースダウン、残り3kmを過ぎて5位→9位に順位を落としていた為、もし完歩を果たせても最終的には15位前後まで後退してのゴールと推測された。またコーチである鈴木従道は「どっちみちあのまま歩き続けていたら途中で倒れていた可能性が高い」とも語っている。
2007年9月、全日本実業団対抗選手権の男子10000m競歩で優勝。2006年に続いて2連覇を果たす。また、強化の一環としてこの時期、日本競歩チームが取り組んでいたサロマ湖100キロウルトラマラソンを競歩で出場し、完歩していた。
2008年8月、北京オリンピック男子50キロメートル競歩では、体調万全で臨めなかったものの、3時間45分47秒の7位でフィニッシュ。オリンピックで競歩の種目では、男女を通じて日本勢初の入賞となった。
2008年10月の全日本50km競歩高畠大会、2009年4月の日本陸上競技選手権大会50キロメートル競歩で日本記録を更新。同年8月、世界陸上ベルリン大会の男子50キロ競歩に出場したが、途中3度の歩型違反を取られて失格、完歩は出来なかった。
2010年5月のワールドカップ競歩チワワ大会50キロメートル競歩で日本選手初の6位入賞。11月のアジア大会の代表に選ばれていたものの、故障のため欠場した。
2011年から自衛隊体育学校に所属。
2012年4月15日、日本選手権に出場した。3時間41分47秒で優勝し、ロンドンオリンピックへの派遣標準記録の3時間52分も切り、3大会連続でのオリンピック出場が決定した。
2012年8月、ロンドンオリンピック男子50キロメートル競歩に出場。序盤から先頭集団でレースを進めるも、途中3回の歩型違反を取られ18km過ぎで失格した。
2018年10月に上官から引退勧告を受けて自衛隊体育学校陸上班を外れたが、一般自衛官としての勤務を続けながら平日夜間と休日に練習を重ね、選手登録を自衛隊から富山陸上競技協会に変更して競技を続けた。2020年3月15日に石川県能美市で行われた全日本競歩能美大会の完歩を最後に現役を引退した。
2024年7月現在、陸上自衛隊武器学校で体育教官として勤務する。

## 自己記録
- 20キロ競歩 1時間20分38秒（2003年1月26日/日本選手権）
- 50キロ競歩 3時間40分12秒（2009年4月12日/日本選手権）